# Naturschutzgebiet Hauptmannsberg
Koordinaten: 53° 18′ 36″ N, 13° 26′ 36″ O
Das Naturschutzgebiet Hauptmannsberg ist ein 43 ha umfassendes Naturschutzgebiet im Osten von Mecklenburg nördlich von Carwitz.

## Lage und Bedeutung

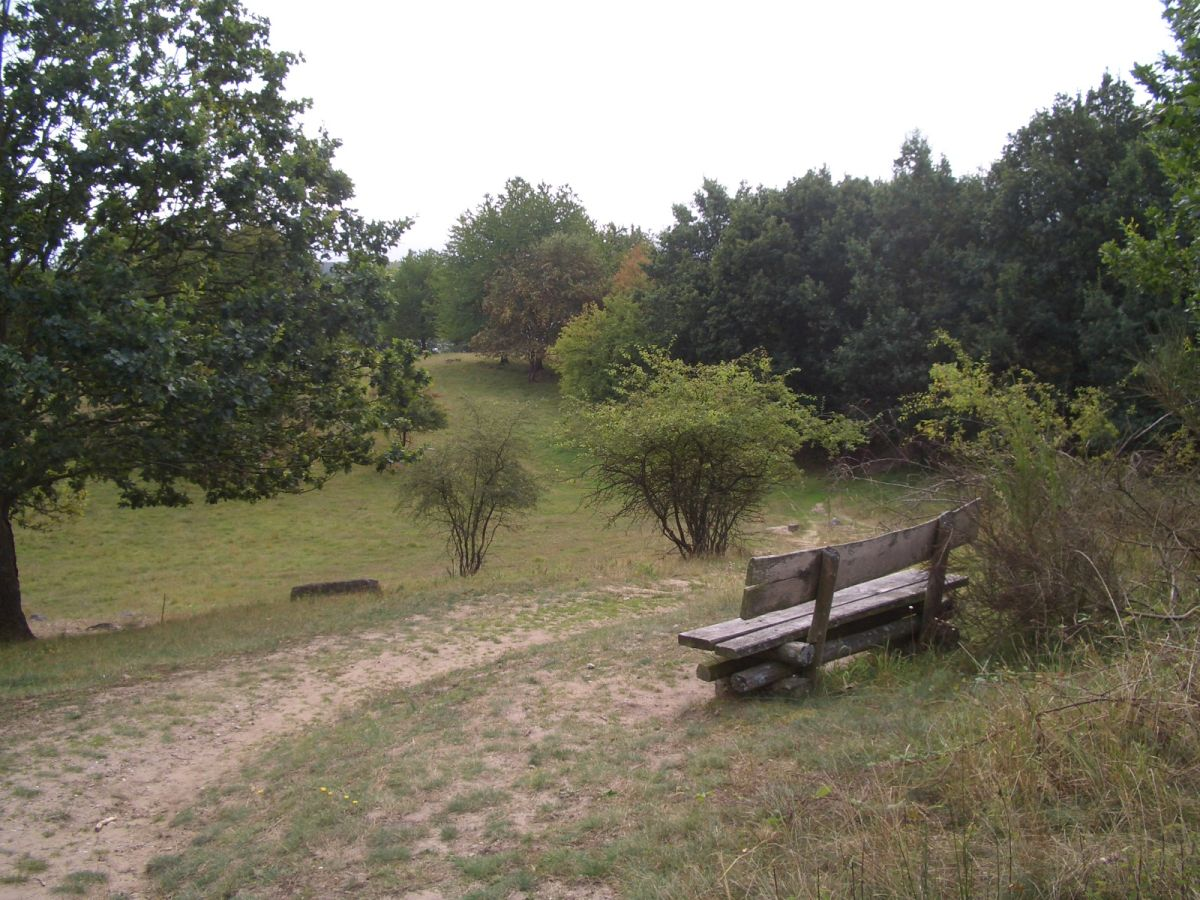
Hauptmannsberg

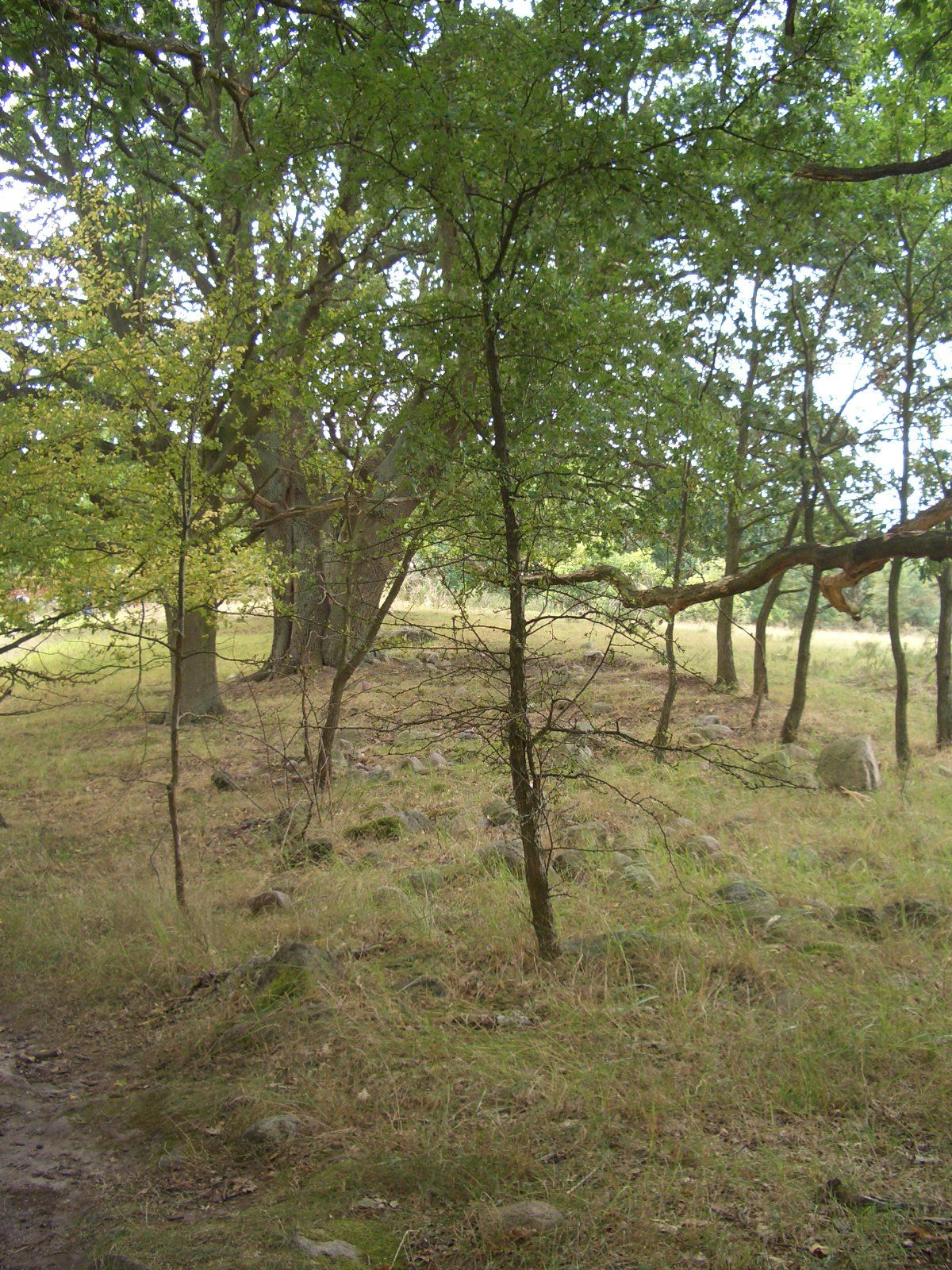
Blockpackung

Das Naturschutzgebiet umfasst einen markanten Ausschnitt einer Endmoräne der letzten Eiszeit mit bewaldeten Offenlandbereichen am Westufer des Sees Zansen. Der namensgebende Hauptmannsberg befindet sich im südlichen Teil und ist 120 Meter hoch.
Die rechtliche Festsetzung des Schutzgebiets erfolgte am 20. März 1967. Es grenzt an das nördlich und westlich liegende Naturschutzgebiet Hullerbusch und Schmaler Luzin.
Das Naturschutzgebiet befindet sich im Naturpark Feldberger Seenlandschaft und ist nach EU-Recht als FFH-Gebiet und Vogelschutzgebiet eingestuft.
Der aktuelle Gebietszustand wird als gut angesehen, wobei sich der Offenlandcharakter der Flächen durch Wiederansiedlung von Gehölzen ändert. Auch der geförderte Verbiss durch die Schafbeweidung und maschinelle Pflegemaßnahmen können dies nicht ändern.
Durch das Gebiet führen mehrere öffentliche Wege. Der die Flächen durchziehende Wanderweg ist mit seinen Aussichtsmöglichkeiten auf die Seen ein touristisches Hauptziel in der Feldberger Seenlandschaft.

## Geschichte
Die Flächen wurden entscheidend durch die letzte Eiszeit geprägt und als Endmoräne aufgeschoben. Der Hauptmannsberg stellt eine Satzendmoräne dar. Nach Abtauen des Eises blieben die noch heute sichtbaren Findlinge zurück. Aufgrund des sandig-kiesigen Untergrundes versickern Niederschläge schnell, so dass es sich um Trockenstandorte handelt. 
Bronzezeitliche Hügelgräber belegen eine frühe menschliche Besiedlung. Das im 13. Jahrhundert gegründete Dorf Hanow wurde im 15. Jahrhundert aufgegeben und die Flächen anschließend von Carwitzer Bauern genutzt. Auf einer Karte von Tilemann Stella aus dem Jahr 1578 sind die Flächen waldfrei verzeichnet. Im 18. Jahrhundert wurden steile und unwegsame Flächen aufgegeben und bewaldeten. Die anderen Flächen wurden abwechselnd als Wiese und Acker genutzt. Ab den 1950er Jahren wurde im zentralen Teil eine 2 Hektar große Fläche mit Kiefern aufgeforstet. Die landwirtschaftliche Nutzung wurde im Jahr 1971 aufgegeben. Erst seit 1992 erfolgte wieder eine regelmäßige Beweidung.

## Pflanzen- und Tierwelt
In den steilen Hangbereichen am Ufer des Zansen wachsen Wälder mit Hainbuche, Rotbuche und Eiche, eingestreut findet sich Hasel. Nach der Nutzungsaufgabe Mitte des 20. Jahrhunderts konnten sich Besenginster, Brombeeren und Schlehe ausbreiten. Die offen gehaltenen Bereiche bedecken artenarme Rotstraußgrasfluren und Grasnelken-Schwingelrasen. Nur noch in kleinen Flächen sind die an basenreiche Standorte gebundenen Pflanzengesellschaften mit Steppenlieschgras und Glatthafer zu finden.
Zahlreiche wärmeliebende Zikaden- und Heuschreckenarten besiedeln das Gebiet, darunter der Kleine Heidegrashüpfer und die Zweifarbige Beißschrecke. Die Brutvogelwelt hat sich in den letzten Jahrzehnten durch die Veränderung der Flächen gewandelt. Es sind heute vorrangig hecken- und waldbewohnende Arten anzutreffen, wie Sperbergrasmücke, Neuntöter, Sprosser und Wendehals.